# Gerenoek
De gerenoek of girafgazelle (Litocranius walleri) is een Oost-Afrikaanse antilope met schofthoogte van 90-105 cm, lange poten, een lange nek en een lange, platte schedel. De kop van de gerenoek heeft witte lippen, kin en keel, een zwarte klier in de binnenooghoek en zwarte ogen met ruim daaromheen een witte ring. De lange oren hebben een zwart-witte markering aan de binnenkant. Op de rug is een relatief donkerbruin zadel. De flanken en buitenkant van de poten zijn lichtbruin, terwijl de binnenkant en de buik wit zijn. De bokken hebben grijze liervormige hoorns. De dieren staan vaak op de achterpoten om hoog groeiende bladeren te kunnen afbijten. De levensduur in het wild wordt geschat op 7 tot 8 jaar. De maximumleeftijd van een gerenoek in gevangenschap was 17 jaar.

## Beschrijving
De gerenoek is van 165–195 cm lang van neus tot staartpunt. Hij heeft karakteristieke gezichtsmarkeringen: een brede witte ring rond de zwarte ogen, zwarte preorbitale klieren in de binnenhoek van de ogen, witte lippen, kin en keel, en lange oren met zwart-witte markeringen aan de binnenkant. Een donkerbruine streep loopt van tussen de oren en over de nek. Deze streep wordt breder tot een zadel langs de hele stuit, voordat hij weer smaller wordt richting de staart. De flanken en buitenste delen van de benen zijn lichtbruin, de buik en de binnenkant van de benen zijn wit. Een dunne lichte streep is vaak te vinden tussen het zadel en de flanken. De gerenoek heeft een smalle, witte stuitvlek en donkerbruine tot zwarte kniepluimen. De bovenkant van de staart is wit bij de basis en heeft een zwarte punt, terwijl de onderkant zwart en haarloos is. Bokken zijn groter en zwaarder, vooral in het voorlichaam. De nek van mannetjes heeft over de hele lengte dezelfde breedte, terwijl de nek van vrouwtjes over het algemeen slanker is en in breedte afneemt richting de kop. Bokken hebben zware liervormige hoorns van 32–44 cm lang met sterke ringen die na ongeveer 5 maanden beginnen te groeien, en vrouwtjes zijn hoornloos. Bokken wegen 31–52 kg, zijn 155–160 cm lang van neuspunt tot staartaanzet, schofthoogte 89–105 cm. Hindes wegen 28–45 kg, hebben een kop-romplengte van 140–155 cm en schofthoogte van 80–100 cm. Staartlengte bij beide geslachten is 22–35 cm. De gerenoek heeft 30 paar homologe chromosomen (2n=60).

### Anatomie

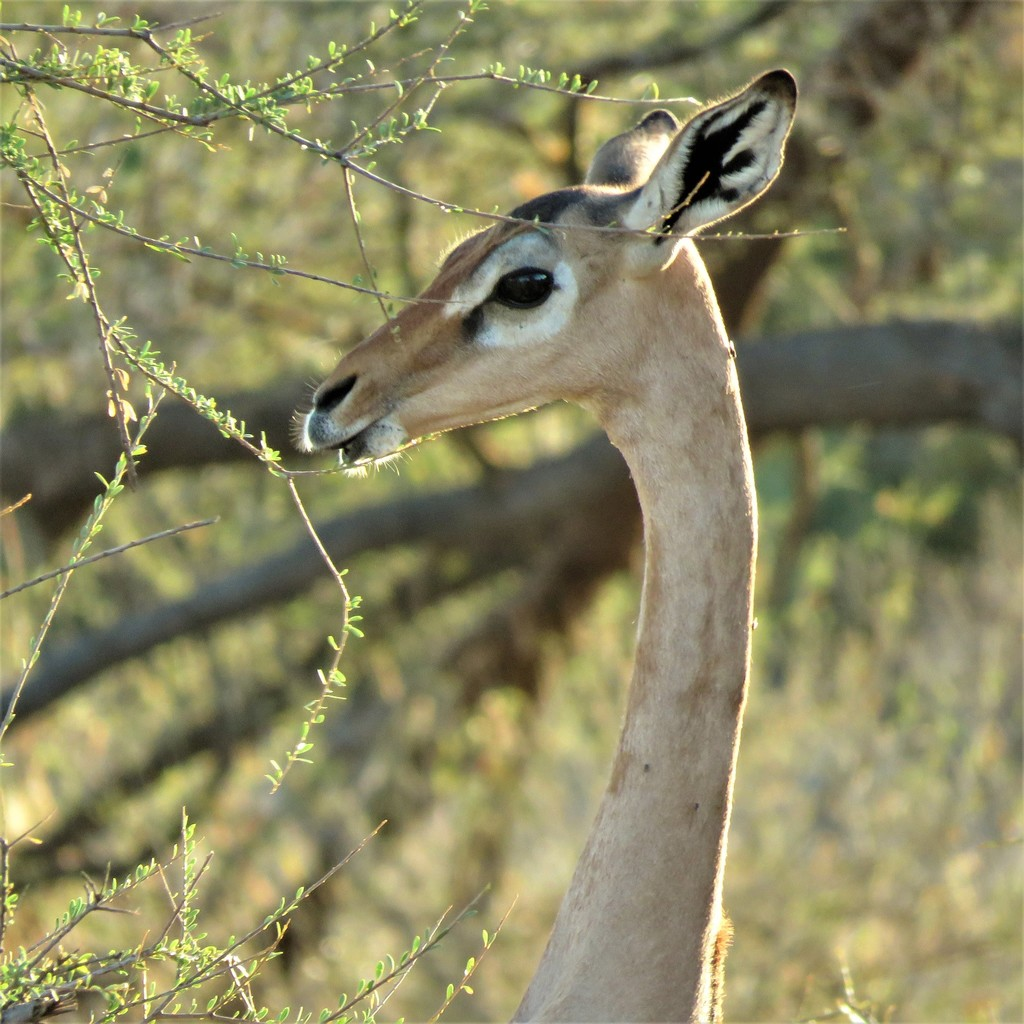
Detail van de kop

De gerenoek heeft de typische klieren van gazellesoorten. De klieren bij de binnenooghoek zijn erg opvallend bij bokken en produceren een dikke olieachtige afscheiding. Dan zijn er nog klieren in de pols en enkel, en tussen de vingers en tenen. Primaire en secundaire haarzakjes komen verspreid en in gelijke hoeveelheid voor in de huid. De secundaire haren zijn erg kort en hun haarzakjes reiken niet onder het niveau van de talgklieren die geassocieerd worden met de primaire haarzakjes. De zweetklieren zijn kronkelig en ongeveer even groot als die van de beisa en de kleine koedoe. Hindes hebben vier tepels. De tandformule van de volwassen gerenoek is 0.0.3.33.1.3.3 × 2 = 32, dat wil zeggen geen snij- of hoektanden, drie valse kiezen en drie ware kiezen in elke helft van de bovenkaak, en drie snijtanden, een hoektand, drie valse kiezen en drie ware kiezen in elke helft van de onderkaak. Hoewel de gerenoek is ingedeeld is als een bladeter, lijkt de tandmorfologie meer op die van fruiteters vanwege het verdikte glazuur. Het dier heeft relatief kleine frontale bijholtes en worden gescheiden van de traanklieren door een dunne benig schot. De rechtopstaande houding is mogelijk door een holle rug, die mogelijk is door korte doornuitsteeksels van de lendewervels. De soort heeft de langste voorpoten van alle gazellensoorten (90% van de lengte van de achterpoten) en is de enige waarbij de middenhandsbeentjes langer zijn dan de middenvoetsbeentjes. Vergeleken met andere antilopen zijn de ledematen extreem dunwandig. De wervelkolom bestaat uit 7 nekwervels, 13 borstwervels, 6 lendenwervels, 4 heiligbeenwervels en 7 staartwervels, 37 in totaal. De zevende halswervel heeft een robuust, kamvormig doornuitsteeksel dat bij andere antilopen vrij dun en puntig is. De oppervlakken van de wervelgewrichten in de nek zijn erg groot en bijna horizontaal gerangschikt, wat uitgebreide knikbewegingen mogelijk maakt. Ondanks zijn vermogen om alleen op de achterpoten te staan zijn de spieren van de achterpoot van de gerenoek bijna hetzelfde als bij de thomsongazelle of gedomesticeerde runderen. Het opperarmbeen is gemiddeld 16,5 cm, de ellepijp 15,6–19,4 cm, het spaakbeen gemiddeld 22,1 cm, het dijbeen 19,2–23,4 cm, het scheenbeen 26,3–30,1 cm en het middenvoetsbeentje 26,4–29,4 cm. De tonglengte is 13,2 cm, relatief het kortst van alle bladeters ten opzichte van hun grootte.

### Verschillen tussen de ondersoorten

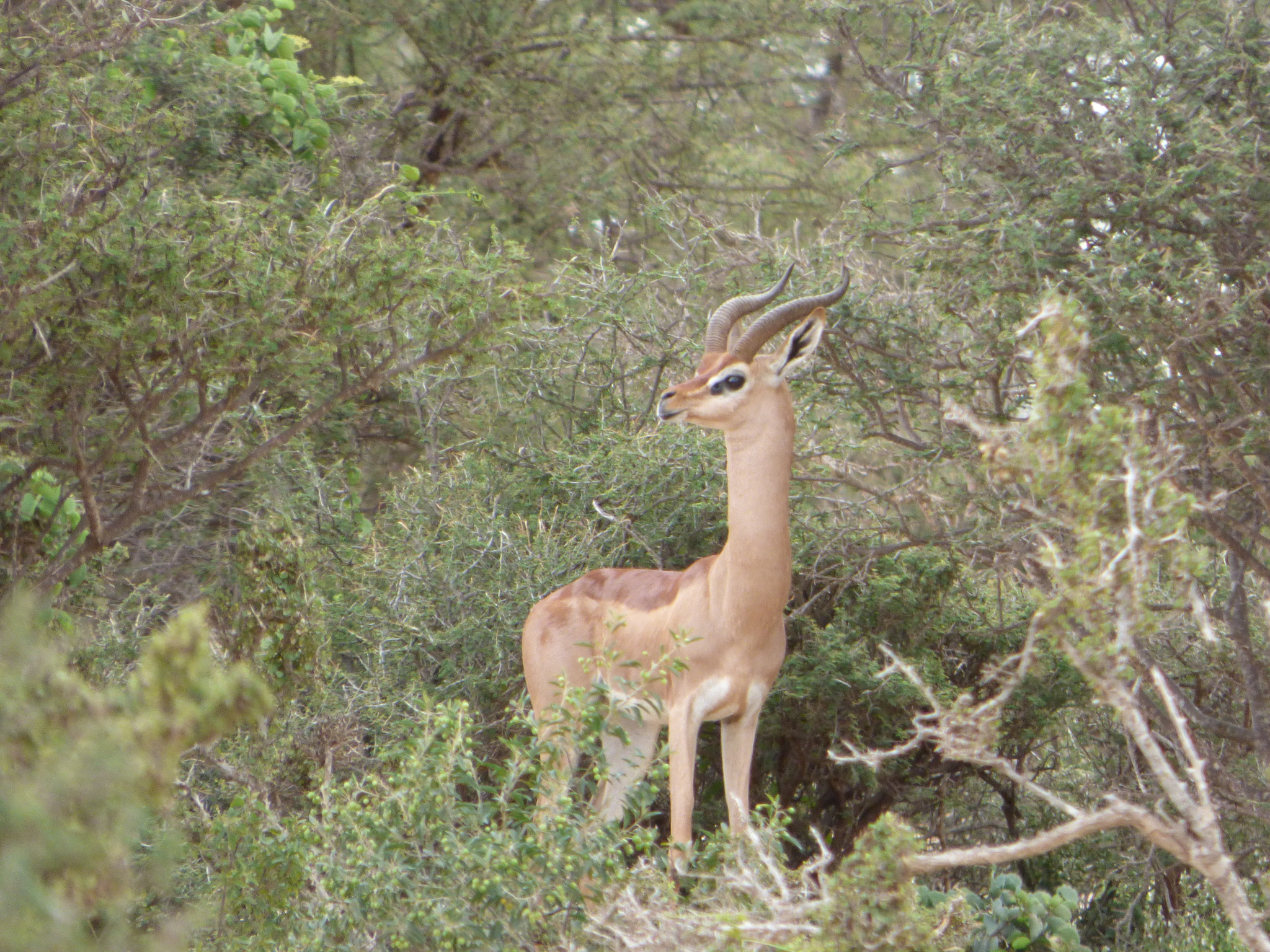
Noordelijke ondersoort, Litocranium walleri subsp. sclateri, het best te herkennen aan de bruine knieën

De zuidelijke ondersoort, Litocranium walleri subsp. walleri is kleiner en heeft kortere neusbeenderen en premaxillae, met een schedellengte bij hindes van 20,5–21,6 cm en bij bokken van 22,5–23,8 cm, een meer roodachtige vachtkleur en zwarte kniepluimen. De noordelijke ondersoort, Litocranium walleri subsp. sclateri is merkbaar groter en heeft langere neusbeenderen en premaxillae, met een schedellengte bij hindes van 22,4–23,1 cm en bij bokken van 24,7–25,6 cm, een meer grijze vacht en bruine kniepluimen. Deze kenmerken kunnen geleidelijk van noord naar zuid verschuiven.

### Ontwikkeling
Ovulatie vindt ongeveer elke 19 dagen plaats, tenzij de hinde zwanger wordt. Zwangerschap duurt ongeveer 210 dagen. Er worden alleen eenlingen geboren, maar één vrouwtje kan twee geboortes per jaar hebben, met een gemiddeld interval van 248 dagen (222–321) in gevangenschap. Het lichaamsgewicht van pasgeborenen is 2,8–3,4 kg. Het spenen in gevangenschap vond plaats tussen de 50 en 90 dagen. Hinds bereiken meestal de geslachtsrijpheid na 1,5–2 jaar. Lammeren scheiden zich van hun moeders na 1–1,5 jaar en worden territoriaal na 2,75–3,5 jaar.

### Verschillen met andere antilopesoorten
De gerenoek onderscheidt zich van de nauw verwante gazellen en springbokken door zijn zeer lange poten, nek, oren en schedel, met name in het deel achter de hoorns. De schedel heeft een afgeplat schedeldak, dat nauwelijks naar achteren buigt zoals bij gazellen. Het extreem langgerekte bovenste achterhoofdsbeen (supraoccipitale) reikt tot de lengte van het wandbeen. Het vormt een kegelvormige bult die verder reikt dan het hellende deel van het achterhoofdsbeen. De hersenpan van mannetjes is zwaar verbeend en draagt extreem zware hoorns. De gerenoek is het enige holhoornige met laagkronige kiezen. In tegenstelling tot alle andere gazellen behalve berggazelle, reiken de premaxillae van de gerenoek niet tot aan de neusvleugels. De nauw verwante dibatag heeft een lichaamsbouw die het midden houdt tussen gazellen en de gerenoek, zowel wat betreft de lengte van de schedel als kroonhoogte van de kiezen. De dibatag kan echter gemakkelijk worden onderscheiden doordat bij deze soort de hoorns naar achteren ontspringen en dan in een boog omhoog en naar voren krommen, vergelijkbaar met de hoorns van de rietbok. De gewoonte van de gerenoek op de achterpoten te gaan staan om bladeren tot 2 m boven de grond te af te bijten is uniek.

## Taxonomie

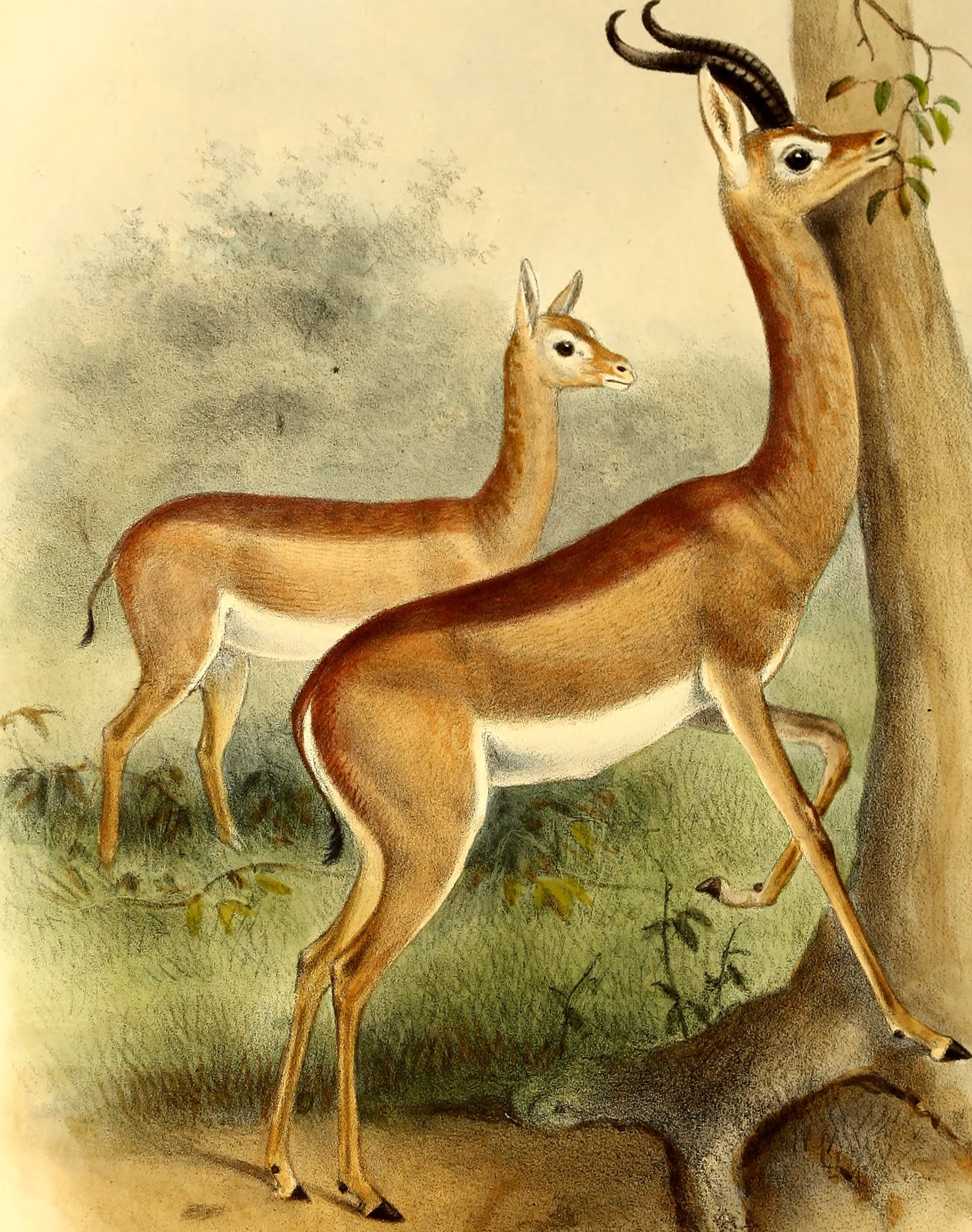
Tekening van de gerenoek uit The book of antelopes (1894).

De gerenoek is voor het eerst wetenschappelijk beschreven door Victor Brooke in 1878 en hij gaf deze de naam Gazella walleri. De Oosterrijkse entomoloog Franz Friedrich Kohl meende in 1886 dat de soort zodanig afwijkt van andere gazellesoorten dat hij deze in een eigen geslacht plaatste en zo ontstond de huidige combinatie Litocranius walleri. In 1899 onderscheidde de Duitse ornitholoog Oscar Rudolph Neumann gerenoeks van noordelijk Somalië en noemde deze Lithocranius sclateri, waarmee hij tevens de onterechte correctie in de geslachtsnaam die in 1891 door Michael Rogers Oldfield Thomas was gemaakt overnam. De Britse bankier, politicus en zoöloog Lionel Walter Rothschild bracht de rang van deze Noord-Somalische dieren terug tot ondersoort en hij creëerde zo de naam Lithocranius walleri subsp. sclateri, waarmee de typische ondersoort de naam Lithocranius wallerisubsp. walleri. Aangezien de oorspronkelijk spelling van de geslachtsnaam gegeven door Brooke geen "h" bevat, is de juiste wetendschappelijke naam derhalve Litocranius walleri.

### Naamgeving
In de oorspronkelijke beschrijving van het geslacht benadrukte Kohl de buitengewoon langgerekte en afgeplatte schedel vergeleken met andere gazellesoorten. Latere auteurs gingen ervan uit dat de naam "stenen schedel" moest betekenen, een samentrekking van de Griekse woorden λιθοs (lithos) en κρᾱνίον (krāníon). Daarom werd geconcludeerd dat er een drukfout ontstaan was en veranderden de naam in Lithocranius. De naam komt twee keer voor in Kohls beschrijving, dus een drukfout lijkt onwaarschijnlijk, en de naam is afgeleid van λιτός wat glad, egaal, vlak betekent. De naam gerenoek is afgeleid van het Somalische woord garanuug. In het Swahili noemt men het dier Swala twiga.

## Leefwijze
De girafgazelle eet geen gras of kruidachtige planten, maar is aangepast om de kleine blaadjes te eten van doornige struiken en bomen zoals Acacia's en Commiphora. Om dit te doen, bezit het een lange, puntige tong, beweeglijke lippen, lepelvormige onderste snijtanden en ogen beschermd door lange wimpers en tastharen. Er worden tot 68 verschillende soorten planten gegeten in Nationaal Park Tsavo, waaronder wat fruit en bloemen. Het dieet varieert gedurende het jaar, met veel klimplanten zoals Dalechampia ipomoeifolia en Thunbergia guerkeana, bladverliezende bomen zoals Premna resinosa en Hymenodictyon parvifolium in het regenseizoen. Tijdens het droge seizoen staan er voornamelijk groenblijvende planten op het menu zoals Thylachium thomasii, Maerua endlichii en Boscia coriacea. Vetplanten worden vermeden. Gerenuks drinken zelden. Ze zijn voornamelijk in de schemering actief. Op het heetst van de dag rust het dier als het mogelijk is in de schaduw.

### Interacties met andere dieren
De gerenoek komt voor samen met onder meer giraffen, kleine koedoes, grantgazelle, beisa en grévyzebra, hirola en burchellzebra. De aanwezigheid van vee kan de draagkracht voor gerenoeks aanzienlijk verminderen, net als veranderingen in de vegetatie als gevolg van meer savanneolifanten. Jachtluipaarden, gevlekte en gestreepte hyena's, leeuwen en luipaarden jagen op gerenoeks, maar luipaarden lijken de voorkeur te geven aan andere prooien. Afrikaanse wilde honden doden ook af en toe gerenoeks.

## Gedrag

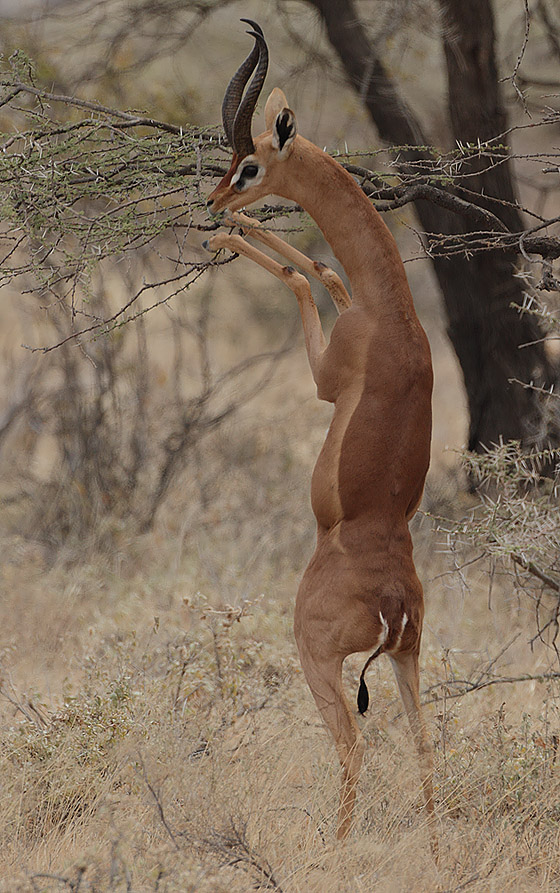
Etende mannelijke gerenoek

De gerenoek staat bekend om zijn eetgedrag omdat hij vaak op twee benen graast en zelfs een paar stappen zijwaarts op zijn achterpoten kan lopen terwijl hij graast. Een lam vertoonde dit gedrag al na slechts 1 maand. Hij gebruikt draaiende galop tijdens het rennen (na de tweede achterpoot raakt de voorpoot aan dezelfde lichaamszijde de grond). Hoe hoger de temperatuur, hoe minder tijd het dier besteedt aan eten. Het is bekend dat hij gaat liggen en wacht tijdens regen, waarschijnlijk om warmteverlies te beperken. Overdag wisselen normaalgesproken eten en herkauwen elkaar af. Wanneer het dier gealarmeerd is, maakt het een laag kort geluid. Buikcontracties zijn duidelijk zichtbaar tijdens dit proces. Bij predatierisico zal het zich verstoppen of vluchten. Verstoppen bestaat uit een typische lichaamshouding waarbij het zijn nek hoog zal strekken, met de neus in de lucht en de oren plat op het hoofd. Bij het vluchten galoppeert het dier weg, en sommige dieren laten hun witte stuit extra goed zien door de haren te spreiden. De topsnelheid is 56 km per uur.

### Groepsgedrag
De gerenuk kan voorkomen in kuddes van maximaal 30 individuen, maar vormt doorgaans groepen van 3-4 dieren met niet meer dan één volwassen mannetje of alleen volwassen vrouwtjes en hun jongen. Jonge mannetjes worden vaak alleen aangetroffen of in gezelschap van andere mannetjes van dezelfde leeftijd, soms ook met volwassen vrouwtjes. Volwassen mannetjes zijn meestal territoriaal en kunnen het territorium meerdere jaren bezetten. Volwassen mannetjes zonder territorium blijven solitair of sluiten zich af en toe aan bij groepen jonge mannetjes. Over het algemeen lijken de verbanden tussen individuen tijdelijk, los en voornamelijk veroorzaakt te worden door een overlapping van leefgebieden. Bokken proberen elkaar te intimideren door met de kop te schudden en die snel laten zakken. Gevechten tussen mannetjes beginnen nadat beide deelnemers hun hoofd buigen. Ze naderen elkaar en botsen met hun hoorns. Beide proberen hun hoofd weg te draaien, gevolgd door een beweging van het hoofd naar links en rechts. De tegenstander zal de hoofdbewegingen spiegelen totdat een van hen weer begint aan te vallen. Tijdens het gevecht zwaaien beide mannetjes krachtig met hun staart. Jonge mannetjes houden speelse gevechten met andere jonge mannetjes of volwassenen. Jonge mannetjes en vrouwtjes tonen onderdanigheid door de staart op te tillen en over de rug te krullen. De dieren likken, knabbelen of wrijven hun hoofden tegen elkaar.

### Territoriaal gedrag
Volwassen bokken markeren hun territorium door afscheidingen van de klier in de binnenste ooghoek op kale twijgen te plaatsen op een hoogte van ongeveer 115 cm en tot 1 cm lang. Markeringen kunnen langs de hele rand van een territorium van 12-30 ha worden geplaatst, met uitstralende lijnen van geurmarkeringen die zich verder naar buiten uitstrekken. Geurmarkeringen worden vaak aangetroffen op plantensoorten zoals Delonix elata en Premna resinosa, met name op plekken waar soortgenoten deze gemakkelijk kunnen vinden, bijvoorbeeld langs paden. Markeringen vinden plaats tijdens het voeden om de 15 tot 100 minuten, het vaakst in de late namiddag, maar nemen aanzienlijk toe na territoriale gevechten. Tamme gerenoek markeren hekken, draad, potloden en vingers. Mannetjes slaan soms struiken met hun hoorns. Volwassen gerenuk schrapen meestal de grond met hun voorpoten en markeren met hun oogklieren voordat ze achtereenvolgens urineren en ontlasten, waarbij ze zeer opvallende lichaamshoudingen aannemen met benen ver naar achteren gestrekt tijdens het urineren, en een lage gehurkte positie wanneer ze op exact dezelfde plek ontlasten. Bokken urineren ongeveer elke 100 minuten, hinden elke 150 minuten. De soort onderhoudt geen mesthopen zoals bijvoorbeeld oribi, bontebok en impala.

### Voortplanting
De paring begint met de bok die de hinde nadert met zijn neus omhoog. Hij strekt zijn voorste been langzaam en uitgesproken tussen de achter- en voorpoten van de hinde uit totdat het vrouwtje de paring accepteert of afwijst. De bok zal dit gedrag af en toe gebruiken om het vrouwtje te helpen op te staan vanuit een liggende positie. Vrouwtjes die zich ongemakkelijk voelen bij de seksuele avances, flapperen eerst met hun oren en schudden uiteindelijk hun hoofd met hun oren en neus omhoog. De hinde kan ook wegrennen of haar hoofd omhoog houden met haar oren naar achteren. Een vrouwtje dat seksuele avances accepteert, loopt voor het mannetje uit, gaat plassen en laat later haar hoofd zakken ter voorbereiding op de paring. Het mannetje laat de urine over zijn snuit lopen en fleemt. Mannetjes gebruiken hun gezichtsklieren om het vrouwtje te markeren. Tijdens de paring staan beide partners met hun hoofd en nek rechtop en de voorpoten van het mannetje losjes naar beneden hangend. Bokken blazen hun nek ook op tijdens de paartijd om zijn beschikbaarheid te benadrukken.
Na het breken van de vruchtvliezen verschijnt het hoofd van het antiloopje en wordt het tussen 1 en 16 uur later geboren. De moeder maakt de pasgeborene onmiddellijk schoon en eet de vruchtvliezen en de navelstreng op. Na ongeveer 20 minuten probeert de pasgeborene voor het eerst te staan en slaagt daarin ongeveer ¾–3 uur na de geboorte, met zijn eerste stapjes binnen het volgende uur. De placenta wordt een paar uur na de pasgeborene geboren en wordt onmiddellijk door de moeder opgegeten. Kort daarna drinkt de pasgeborene voor het eerst na ¾–4 uur. Pasgeborene en moeder communiceren met zachte roepjes. Na de geboorte leidt de moeder haar jong naar een schuilplaats. Dit kan de volgende paar dagen worden herhaald. Na de eerste week beginnen de jongen hun schuilplaats te kiezen, waarmee de schuilfase begint. Moeders beëindigen elke schuilfase door naar de schuilplaats te lopen en beginnen op 15–20 m afstand om hun jong te roepen. Schuilplaatsen overdag bevinden zich meestal tussen kleine bomen of struiken, en schuilplaatsen 's nachts bestaan uit droge takken. In de eerste 4 weken verstoppen de jongen zich 9–9½ uur, gescheiden van hun moeders die tot 1½ km verderop kunnen zijn. Na 2 maanden wordt de verstoppende fase teruggebracht tot 5 uur/dag, en na 3 maanden wordt verstoppen vervangen door rusten. De jongen blijven 5 maanden bij de moeder. Het zogen vindt voornamelijk plaats tussen 7 en 8 uur 's ochtends en tussen 18 en 19 uur in de avond.

## Verspreiding, leefgebied, bedreigingen en bescherming
De gerenoek is inheems in de Somali-Masai droge zone van zuidelijk Djibouti, oostelijk Ethiopië, Somalië en Kenia tot noordwestelijk Tanzania op hoogtes onder de 1.200 m. Vermoedelijk komt de soort nog steeds voor in het grootste deel van zijn historische verspreidingsgebied, hoewel recente informatie niet van alle landen beschikbaar is. In Kenia verdwenen de gerenoeks aan het einde van de 19e eeuw uit het gebied rond het Baringomeer in de Riftvallei. Het is onduidelijk of er een gat in de verspreiding van de ondersoort bestaat tussen de Sabaki en Tana rivieren in oostelijk Kenia. Sommige wetenschappers verwachten dat Litocranius walleri subsp. sclateri alleen voorkomt in noordelijk Somalië en Ethiopië, gescheiden van Litocranius walleri subsp. walleri door het gebergte dat zich uitstrekt van de hooglanden van Ethiopië door het Karkaargebergte van noordelijk Somalië.
De gerenoek komt voor in verschillende habitats met houtige vegetatie, maar komt het meest voor in droge doornstruiken. Hij vermijdt dichte struiken, struikgewas, hoog bos en open savanne. De dichtheid neemt toe met droogte en afstand tot permanent water in Tsavo National Park, mogelijk als gevolg van verminderde concurrentie om hulpbronnen met meer waterafhankelijke browsers. Permanente territoria van volwassen bokken zijn tussen ¾ en 4 km2. Meestal overlappen deze territoria elkaar niet en vaak hebben ze geen gemeenschappelijke grenzen. De leefgebieden van hindes zijn van vergelijkbare grootte (1½–3½ km2) en kunnen gedeeltelijk of volledig overlappen met het territorium van een bok. Er is geen trek, maar er kunnen verschuivingen van leefgebieden van een paar kilometer voorkomen. Lege territoria worden mogelijk pas na enkele maanden weer ingenomen. Geschat wordt dat er in Afrika zo'n 24.000 zijn, hoewel sommige wetenschappers beweren dat het er mogelijk wel 95.000 zijn.
De gerenoek is door de International Union for Conservation of Nature and Natural Resources geclassificeerd als gevoelig (NT), en ongeveer 10% van de soorten komt voor in beschermde gebieden in Ethiopië (Mago National Park, Nationaal park Awash), Kenia (Nationaal park Tsavo East, Sibiloi National Park, Meru National Park, Natuurreservaat Samburu) en Tanzania (Mkomazi Game Reserve en Nationaal park Tarangire. Bedreigingen omvatten menselijke activiteiten zoals jagen, habitatfragmentatie en ontbossing. De soort wordt commercieel en traditioneel bejaagd voor bushmeat en huiden. Traditioneel wordt er met pijl en boog gejaagd. De jacht door toeristen neemt toe en in sommige gebieden is de populatie behoorlijk teruggelopen. Huiden van gerenoeks worden geëxporteerd uit Somalië. Menselijke conflicten dragen direct bij aan de jacht op deze dieren in Kenia en Somalië, aangezien bekend is dat krijgers in Kenia en militairen in Somalië jagen op gerenoeks voor vers vlees. Natuurreservaten met zones met een strikt verbod op jacht en educatie kunnen helpen stropen te beperken. Het is een ideale soort om beschermings- en ecotoerisme-inspanningen te combineren, omdat het bekend is dat toeristen graag gebieden willen bezoeken waar gerenoeks kunnen worden geobserveerd. Populaties nabij dichtbevolkte gebieden, zoals Djibouti-stad, kunnen gemakkelijk worden gebruikt voor educatiedoeleinden. Sociale activiteiten zoals voetbal maken dat krijgers minder tijd besteden aan jacht. Bescherming van de habitat van de bedreigde grévyzebra helpt ook de gerenoeks die in dat gebied leven.